# 沃爾特鎮區 (明尼蘇達州拉基帕爾縣)
沃爾特鎮區（英語：Walter Township）是位於美國明尼蘇達州拉基帕爾縣的一個行政鎮區。

## 歷史
沃爾特鎮區於1884年設立，得名自早期定居者亨利·沃爾特（Henry Walters）。

## 地方資料
沃爾特鎮區的面積為75.08平方千米，皆為陸地。根據2020年美國人口普查的數據，當地共有人口133人，而人口密度為每平方千米1.77人。